# Jacó
Jacó è un distretto della Costa Rica, capoluogo del cantone di Garabito, nella provincia di Puntarenas.